# Толоконцев, Александр Фёдорович
Александр Фёдорович Толоконцев (1889—1937) — советский государственный, партийный и хозяйственный деятель, один из основателей советского машиностроения. В 1925—1934 член ЦК ВКП(б). Расстрелян в 1937 году, реабилитирован посмертно. 

## Биография
Член РСДРП(б) с 1914 года. Участник Октябрьского переворота в Петрограде. После установления власти большевиков — на ответственной работе:
- 1918—1919 в Архангельске и в Поволжье
- 1919—1921 член Совета по военной промышленности, руководитель центрального правления артиллерийских заводов
- 1921—1926 член ЦК профсоюза металлистов, председатель Государственного Объединения Машиностроительных Заводов (ГОМЗ)
- 1923—1932 член Президиума ВСНХ СССР
- 1926—1929 председатель Объединения общего машиностроения ВСНХ СССР. Возглавлял переговоры с немецкой фирмой Густава Круппа о сотрудничестве в военной отрасли, в частности — в производстве специальных сортов стали для брони танков.
- 1929—1930 председатель Главного военно-промышленного управления (ГВПУ) ВСНХ СССР
- 1930—1932 начальник Главного управления машиностроительной и металлообрабатывающей промышленности ВСНХ СССР, управляющий Всесоюзным объединением тяжёлого машиностроения
- с июля 1931 по 1933 управляющий Всесоюзным объединением металлургического и горнорудного машиностроения
- в 1933—1934 начальник Главточмаша наркомата тяжелой промышленности СССР
- 1932—1934 член коллегии Народного комиссариата тяжёлого машиностроения СССР
- 1934—1937 директор Нижегородского завода им. Я. М. Свердлова.

В 1924—1925 кандидат в члены ЦК ВКП(б). В 1925—1934 член ЦК ВКП(б). В 1924—1931 член ЦИК СССР и кандидат в члены Президиума ЦИК СССР.
Фотография Толоконцева была опубликована в журнале "Огонёк" №15 от 14 апреля 1929 г. на общем снимке старых большевиков. В то время он ещё мог фотографироваться вместе со Сталиным.
В 1937 году арестован органами НКВД. Внесен в Сталинский расстрельный список от 7 декабря 1937 г. («Москва-центр») по 1-й категории («за» Сталин, Молотов, Жданов). ВКВС СССР 9 декабря 1937 г. приговорен к ВМН как «участник правотроцкистской организации в области машиностроения», за  «участие в саботаже и диверсиях». Расстрелян в тот же день в числе большой группы осужденных ВКВС СССР. Место захоронения — спецобъект НКВД  «Коммунарка».
Реабилитирован посмертно ВКВС СССР. Архивно-следственное дело осужденного находится в УФСБ Нижегородской обл.  